# 나가타 카요
나가타 카요(永田佳代, 1월 26일 태어남 )는 일본의 성우. 가나가와현 출신.

## 출연작품

### 게임
2003년
- 치한자 토마스 (사미도리 카스미) : 챠타니 야스라 (茶谷やすら) 명의

2004년
- CROSS†CHANNEL ~To all people~ (여학생A, 노파, 고양이)
- 마법전사 스위트 나이츠2 ~멧서 반란~ (코코노 아쿠아) : 챠타니 야스라 (茶谷やすら) 명의
- 친구이상 연인미만 (요모야마 무츠키) : 챠타니 야스라 (茶谷やすら) 명의
- 마마러브 (키쿠나가 루리) : 챠타니 야스라 (茶谷やすら) 명의
- 선생님 좋-아해요2 (하루나 미오) : 챠타니 야스라 (茶谷やすら) 명의

2005년
- 유노하나 (이토 미츠에) : 챠타니 야스라 (茶谷やすら) 명의
- 사나라라 (타카츠키 아유미) : 챠타니 야스라 (茶谷やすら) 명의
- 영원의 이세리아 -이 대지의 끝에서- PS2판 (니문톨)
- 요인 (후지와라 나미코) : 챠타니 야스라 (茶谷やすら) 명의
- 자즙 ~시라카와 3자매에게 맡겨~ (쿠리) : 챠타니 야스라 (茶谷やすら) 명의
- 꿈을 꾸는 약 (켓시 네코코) : 챠타니 야스라 (茶谷やすら) 명의
- 비밀의 들리는 길 (사쿠라카와 미라이) : 챠타니 야스라 (茶谷やすら) 명의
- 코이모모 (호리베 치아키) : 챠타니 야스라 (茶谷やすら) 명의

2006년
- I/O (아오이 무츠키) 2006年1月26日
- 요츠노하 (사토 유키에, 츠바키 렌) : 챠타니 야스라 (茶谷やすら) 명의
- 알트 (오오토리 미즈호) : 챠타니 야스라 (茶谷やすら) 명의
- 스피탄 Spirits Expedition -in the Phantasmagoria- (니문톨 G 라스폴트) : 챠타니 야스라 (茶谷やすら) 명의
- PRINCESS WALTZ (크로우 알마네이트, 아라이 히로미, 호른) : 챠타니 야스라 (茶谷やすら) 명의
- 위원장은 승인한다! ~It Is a Next CHOice~ (케이 아담스미스) : 챠타니 야스라 (茶谷やすら) 명의
- School프로젝트 (카미시로 시즈쿠) : 챠타니 야스라 (茶谷やすら) 명의
- 오키츠네 Summer ~여름 합숙·여자 아이와 함께~ (사토 스이카) : 챠타니 야스라 (茶谷やすら) 명의
- 구르는 아가씨!? (아이하라 텐) : 챠타니 야스라 (茶谷やすら) 명의

2007년
- 변덕스러운 무지개빛 사랑의 날씨는 비 (아마야 미우) : 챠타니 야스라 (茶谷やすら) 명의
- 컬러풀☆에듀케이션 (크리스티나 골드레이) : 메이리 미오 (梅里ミーオ) 명의
- 마법전사 심포닉 나이츠~여신을 잇는 소녀들~ (세라피, 코코노 아쿠아) : 챠타니 야스라 (茶谷やすら) 명의
- 정혼자 (리시아, 크리스티느, 셀)
- 사랑하는 소녀와 수호의 방패 (사쿠라바 유우) : 챠타니 야스라 (茶谷やすら) 명의
- 무지개빛 걸을 수 있는 귤 Magic of alchemy (야가미 히카리) : 챠타니 야스라 (茶谷やすら) 명의
- 8665^2 하루루코의ジジョウ (토리니 토론) : 챠타니 야스라 (茶谷やすら) 명의
- 세상에서 가장 NG한 사랑 (혼다 미츠루) : 챠타니 야스라 (茶谷やすら) 명의
- 인공소녀3 (N형) : 챠타니 야스라 (茶谷やすら) 명의

2008년
- 냉철냉정 그래서 XXX !! (미카즈치 마도카) : 챠타니 야스라 (茶谷やすら) 명의
- Princess Frontier (요요드) : 챠타니 야스라 (茶谷やすら) 명의
- 프리마☆스텔라 (히지리 토모에) : 챠타니 야스라 (茶谷やすら) 명의